# Eurostecker

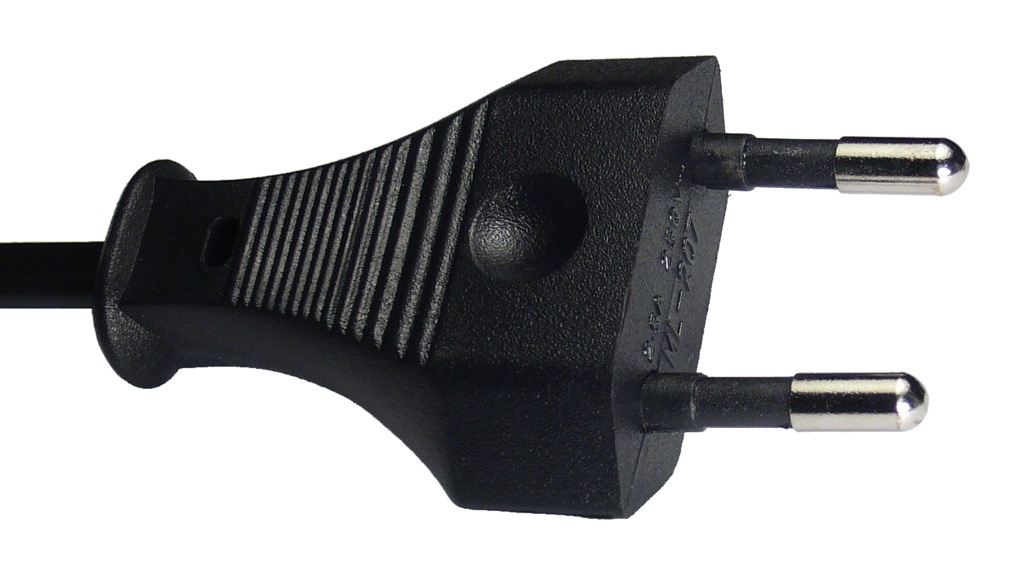
Eurostecker EN 50075

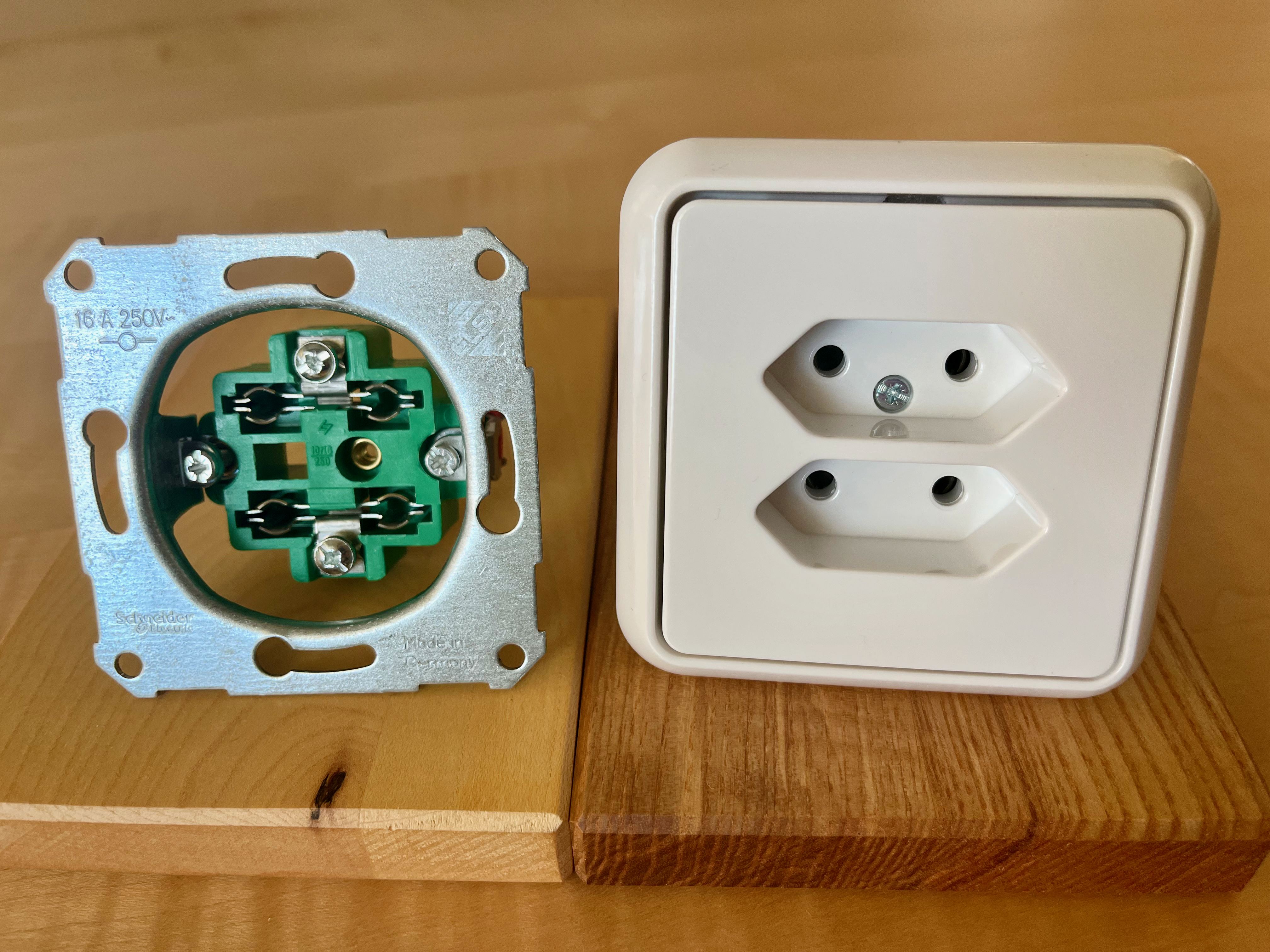
Nicht genormte Steckdose für Eurostecker. Derartige Steckdosen nehmen aufgrund der nahezu identischen Form immer auch den Schweizer Stecker Typ 11 auf. Da Typ-11-Stecker für 10 A ausgelegt sind, sollten solche Steckdosen nur montiert werden, wenn sie mindestens diese Stromstärke sicher unterstützen. Das hier gezeigte Modell darf laut Aufschrift mit bis zu 16 A abgesichert werden.

Der Eurostecker (EN 50075, auch benannt als Typ C, CEE 7/16, 250 V / 2.5 A) ist ein Steckverbinder zum Anschluss von elektrischen Haushaltsgeräten an das Stromnetz.
Der Eurostecker ist symmetrisch zweipolig und schließt schutzisolierte Geräte der Klasse II mit geringer Leistung bis zu einem Strom von maximal 2,5 Ampere bei einer Wechselspannung von maximal 250 Volt ans Niederspannungsnetz an. Er passt in die meisten Steckdosen Europas außer in Irland, Malta, Zypern und im Vereinigten Königreich.

## Geschichte

### Inkompatibilität und Normungsversuche
Die Normvielfalt hat historische Gründe. Elektrischen Strom gab es zuerst um 1880 für Licht, und viele Jahrzehnte lang waren elektrische Großgeräte fest im Haus installiert. Erst mit der zunehmenden Verbreitung mobiler Geräte im frühen 20. Jahrhundert mussten die Hersteller Alternativen finden, wobei jedes Land eigene mobile Steckverbindungen entwickelte. Nur wenige Menschen reisten mit elektrischen Geräten im Gepäck, und die Kompatibilität war lange Zeit unwichtig, bis auf die Spannung und die Frequenz.
Eine frühe Standardisierung scheiterte am Zweiten Weltkrieg, der die Normung bis in die 1950er Jahre stoppte.
Die International Electrotechnical Commission (IEC) entwickelte mit IEC 60906-1 einen internationalen Stecker-Standard (Flachstecker mit Schutzkontakt), der jedoch nur von Brasilien und Südafrika übernommen wurde.

### Einführung in Europa
Der Eurostecker kam 1963 als Alternative II des Standardblatts XVI in der zweiten Ausgabe der CEE-Veröffentlichung 7 zur Verwendung in Steckdosen anderer Standards. Ungewöhnlich ist, dass in dieser Norm nur ein Stecker beschrieben wird (bekannt als „CEE 7/16 Alternative II-Stecker“, später kurz als „CEE 7/16-Stecker“), jedoch keine Steckdose.
1975 wurde er auch als Stecker C5 im IEC Technical Report 83 benannt und 1990 in der CENELEC-Norm EN 50075 erwähnt, die in den meisten europäischen Ländern in eine nationale Norm umgesetzt wurde.

## Einsatzgebiet

Verwendbarkeit der Eurostecker

Die Rundstifte haben 4 mm Durchmesser und einen Abstand von 19 mm Mitte zu Mitte und passen in jede Steckdose, die runde Kontakte von 4,0 bis 4,8 mm Durchmesser mit 19 mm Abstand aufnehmen kann. Das sind die Steckdosen der Typen C, D, E, F, H, J, K, L (10 A), N und O. Hingegen passt der Eurostecker nicht in die Steckdosen der Typen A, B, G, I, L (16 A) und M.
Eine detaillierte Länderliste findet sich im Artikel Länderübersicht Steckertypen, Netzspannungen und -frequenzen.
Steckdosen mit passenden Vertiefungen gibt es in Badezimmern von Hotels als galvanisch getrennte Rasiersteckdosen nach EN 61558-2-5, ferner bei Steckadaptern und Verlängerungsleitungen.

## Normung und Ausführung

Norm

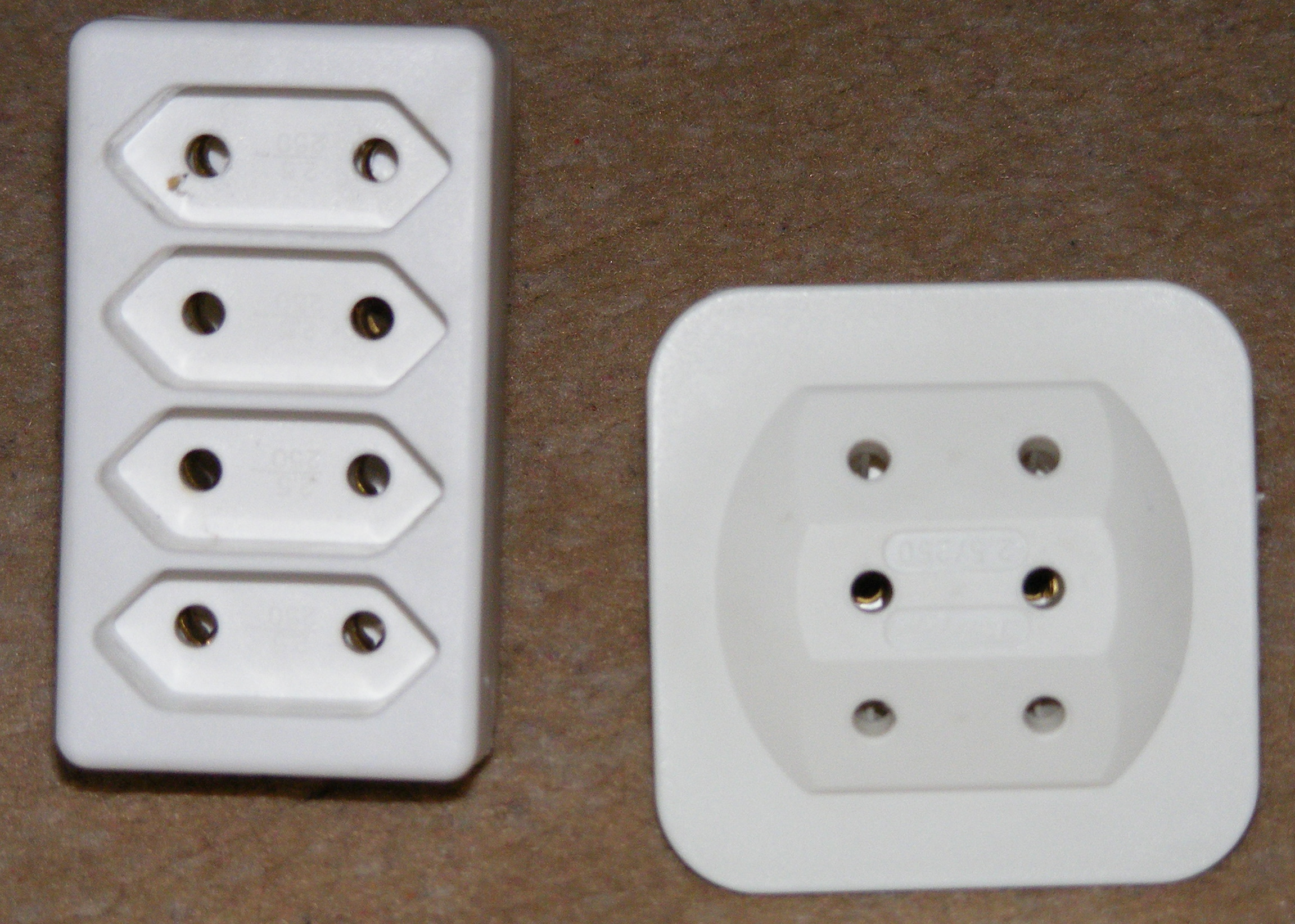
Nicht-standardisierte Adapter: Vierfach- und Dreifachverteiler für Eurostecker, auf der Rückseite Konturenstecker (in der Schweiz nicht zugelassen).

Die Europäische Norm EN 50075 wurde in Deutschland mit der DIN VDE 0620-101 und DIN 49464:2001-06 umgesetzt. Beschrieben wird ein „flacher, nichtwiederanschließbarer zweipoliger Stecker, 2,5 A 250 V, mit Leitung, für die Verbindung von Klasse-II-Geräten für Haushalt und ähnliche Zwecke“.
Die Schweizer Norm SN 441011 verweist auf SN EN 50075 und legt fest, dass die Steckdosen auch Eurostecker aufnehmen müssen. Daher können in der Schweiz alle gegenwärtigen Einphasen- und Drehstromsteckdosen für den Haushalt den Eurostecker aufnehmen.
Der Eurostecker wird im Spritzgussverfahren hergestellt, indem die Anschlussleitung und die beiden Kontaktstifte mit einer Kunststoffmasse umspritzt werden. Der Kabelknickschutz ist dabei Teil der Steckerform. Der Stecker wird durch das Anspritzen fest mit einer Leitung des Typs H03VV-F oder H05VV-F verbunden, und zwar mit einem Querschnitt von 2 × 0,75 mm² oder – bei einer maximalen Länge von 2 Metern – 2 × 0,5 mm² (siehe Kennzeichnung von Leitungen und Kabeln). Eine zerstörungsfreie Reparatur ist nicht möglich.
Die Kontakte haben eine 9 mm lange metallische abgerundete Spitze. Sie sitzen auf 10 mm langen Kunststoffhülsen, die einen geringeren Durchmesser haben, um einen mechanischen Einfluss auf die Kontaktgabe der Kontaktspitzen zu vermeiden. Durch die schrägstehenden und teilisolierten Stifte wird ein ausreichender Kontakt auch bei unterschiedlichen Steckdosen gegeben. Das in der nebenstehenden Skizze angegebene Profil des Steckers soll bis zu einem Abstand von 18 mm von der Frontplatte eingehalten werden.
Im Handel gibt es zur Reparatur und zur Selbstkonfektion auch nichtnormkonforme formgleiche Einzelstecker und Kupplungen mit Schraub-, Löt- oder Crimpanschluss. Die Gehäuse sind einteilig zuklappbar oder zweiteilig, wobei eine Hülle über einen Innenteil geschoben wird und einrastet. Es gibt auch nichtnormkonforme zweiteilige Stecker aus Hartplastik oder Bakelit mit Schraubbefestigung. Mittlerweile sind auch Kabelkupplungen für Eurostecker erhältlich. Ein Rand verhindert das Einstecken anderer Stecker.

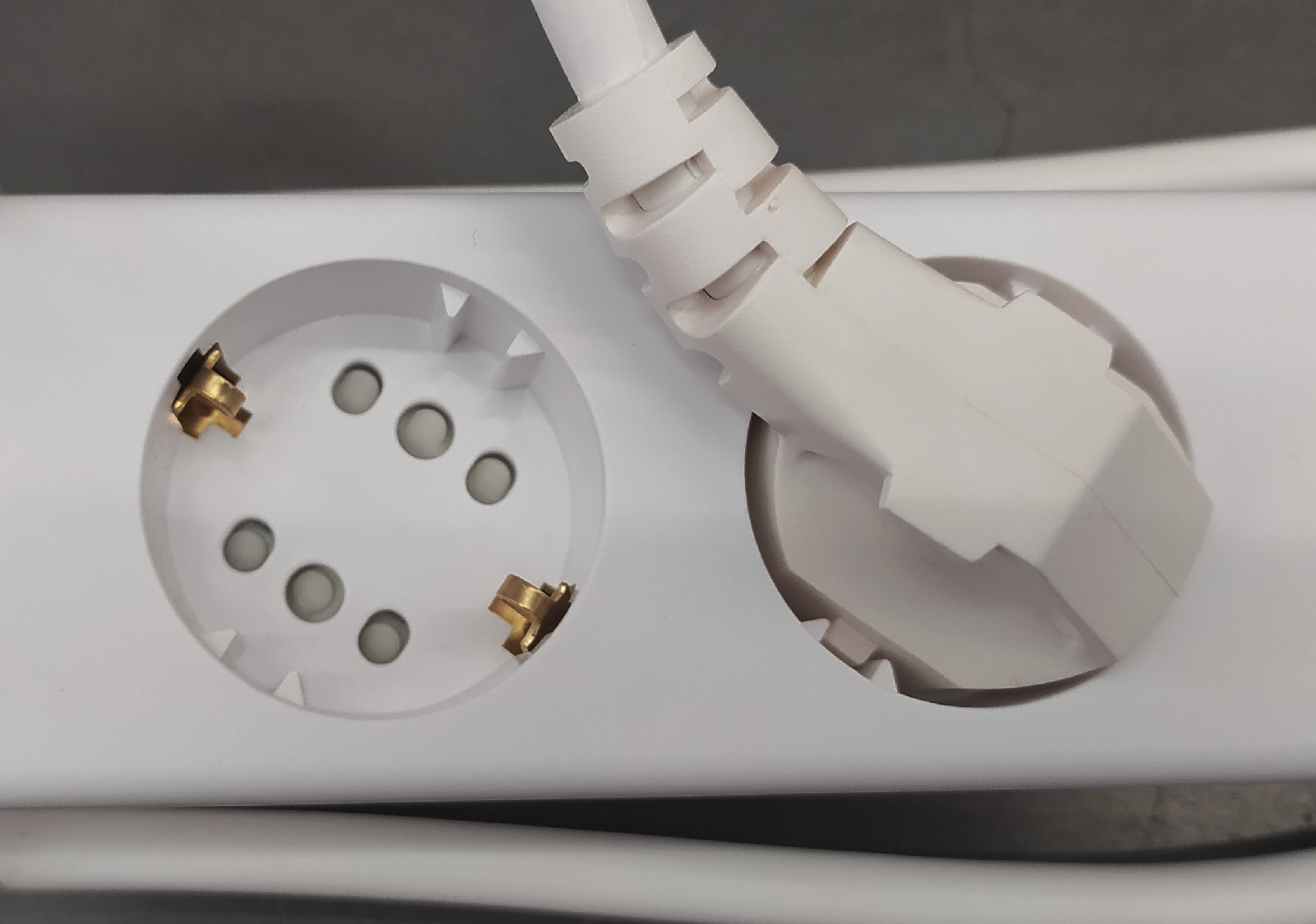
Nicht-standardisierte Schuko-Steckdose, die zwei Eurostecker aufnehmen kann

Die spitz zulaufenden Seiten und die geringe Breite erlauben die Konstruktion von Schuko-Steckdosen, in die anstelle eines Schukosteckers auch zwei Eurostecker eingesteckt werden können (siehe Abbildung).
Es gibt Eurostecker, die an kleinen Netzteilen angespritzt sind (Steckernetzteile), Eurostecker mit integriertem USB-Netzteil, und es gibt eingebaute Eurodosen für Zubehör an der Rückseite des Hauptgeräts, z. B. eines Verstärkers.

## Trivia
In Russland nennt man den Schukostecker „Eurostecker“ und den Eurostecker „flacher Stecker“ oder „gewöhnlicher Stecker“.